# 우치쿠둑
우치쿠둑(우즈베크어: Üçquduq, 러시아어: Учкуду́к)은 우즈베키스탄 나보이주 북부에 위치한 도시이다. 이 도시는 우치쿠둑구의 행정 중심지이다. 도시 이름은 우즈베크어로 "세 개의 우물"을 뜻한다.
우치쿠둑은 북위 42도 9분 24초, 동경 63도 33분 20초에 위치해 있으며, 해발 193미터 높이의 키질쿰 사막 한가운데에 자리하고 있다. 이 도시의 인구는 2016년 기준 26,800명이다.

## 역사
우치쿠둑은 1958년, 소규모 탐사대가 우라늄 광석 매장지를 발견한 후 설립되었다. 1960년대 후반, 노천 및 지하광산 개발이 시작되면서 정착지는 급속히 성장하였고, 소련 전역에서 온 노동자, 기술자, 엔지니어들이 이주해 왔다. 이 도시는 1978년에 도시로 승격되었다.
1979년까지 우치쿠둑은 "폐쇄된 비밀 도시"의 지위를 가졌으며, 이는 이곳이 소련 군사 무기고의 핵무기 원자재 대부분을 공급했기 때문이다.
현재 광산 운영은 나보이 광업 및 야금 콤비나트(NMMC)의 관리하에 있으며, 이들은 지중 침출법을 이용해 우라늄을 계속 채굴·정제하고 있다. 또한 이 회사는 같은 공정을 통해 금도 생산하고 있다.
1985년 7월 10일, 아에로플로트 5143편 항공기가 우치쿠둑 인근에 추락하였으며, 이는 소련 역사상 가장 치명적인 항공 참사로 기록되었다.
우즈베키스탄 밴드 얄라는 이 도시 이름을 딴 곡을 발표하여 소련 전역에서 큰 인기를 얻었다.